# The Beatles Box Set
The Beatles Box Set is een boxset van de Britse band The Beatles. Op de boxset zijn alle nummers die de band tussen 1962 en 1970 officieel uitbracht te vinden. De boxset verscheen op 15 november 1988 in zowel het Verenigd Koninkrijk als in de Verenigde Staten. Het is de eerste complete collectie van de band die op cd werd uitgebracht.
Op The Beatles Box Set zijn alle oorspronkelijke Britse albumuitgaven van de band te vinden, samen met de Amerikaanse albumuitgave van Magical Mystery Tour uit 1967. Dit album werd pas in 1976 in het Verenigd Koninkrijk uitgebracht. Ook zijn op de boxset twee nieuwe compilatiealbums uitgebracht. Past Masters, Volume One en Past Masters, Volume Two bevatten alle nummers die nooit op een Brits album zijn verschenen. Hieronder vallen losstaande singles, B-kanten van singles, ep-nummers en nummers die enkel in het buitenland werden uitgebracht. Alhoewel de boxset nergens in de hitlijsten terechtkwam, kreeg het in de Verenigde Staten een platinum status.
De eerste zeven albums op de boxset verschenen in 1987 pas voor het eerst in de Verenigde Staten. Gedurende de jaren '60 was het de gewoonte om albums van Britse artiesten aan te passen voor de Amerikaanse markt. Hierdoor verschenen in de Verenigde Staten albums onder andere titels of met een andere tracklist. Vanaf het achtste album, Sgt. Pepper's Lonely Hearts Club Band, waren de tracklists van Beatles-albums in beide landen altijd gelijk.
In 2009 verscheen een nieuwe boxset, genaamd The Beatles Stereo Box Set, waarop geremasterde versies van al deze albums te vinden zijn. Deze boxset verscheen tegelijk met The Beatles in Mono en nieuwe stereo-uitgaven van alle albums van de band; de eerste vier albums verschenen voor het eerst in stereo op cd.

## Albums
| Album                                 | Platenlabel | Platenlabel        | Releasedatum                                | Releasedatum     |
| Album                                 | VK          | VS                 | VK                                          | VS               |
| ------------------------------------- | ----------- | ------------------ | ------------------------------------------- | ---------------- |
| Please Please Me                      | Parlophone  | Parlophone/Capitol | 23 maart 1963                               | 26 februari 1987 |
| With the Beatles                      | Parlophone  | Parlophone/Capitol | 22 november 1963                            | 26 februari 1987 |
| A Hard Day's Night                    | Parlophone  | Parlophone/Capitol | 10 juli 1964                                | 26 februari 1987 |
| Beatles for Sale                      | Parlophone  | Parlophone/Capitol | 4 december 1964                             | 26 februari 1987 |
| Help!                                 | Parlophone  | Parlophone/Capitol | 6 augustus 1965                             | 30 april 1987    |
| Rubber Soul                           | Parlophone  | Parlophone/Capitol | 3 december 1965                             | 30 april 1987    |
| Revolver                              | Parlophone  | Parlophone/Capitol | 5 augustus 1966                             | 30 april 1987    |
| Sgt. Pepper's Lonely Hearts Club Band | Parlophone  | Capitol            | 1 juni 1967                                 | 2 juni 1967      |
| Magical Mystery Tour                  | Parlophone  | Capitol            | 19 november 1967 (ep) november 1976 (album) | 26 november 1967 |
| The Beatles ("White Album")           | Apple       | Apple              | 22 november 1968                            | 25 november 1968 |
| Yellow Submarine                      | Apple       | Apple              | 17 januari 1969                             | 13 januari 1969  |
| Abbey Road                            | Apple       | Apple              | 26 september 1969                           | 1 oktober 1969   |
| Let It Be                             | Apple       | Apple              | 8 mei 1970                                  | 18 mei 1970      |
| Past Masters, Volume One              | Parlophone  | Parlophone/Capitol | 7 maart 1988                                | 8 maart 1988     |
| Past Masters, Volume Two              | Parlophone  | Parlophone/Capitol | 7 maart 1988                                | 8 maart 1988     |